# Frank Ayres
Frank J. Ayres Jr. (Rock Hall, 10 de dezembro de 1901 – junho de 1994) foi um matemático estadunidense, autor de livros da Série Schaum.
Ayres estudou no Washington College em Maryland e obteve um doutorado em matemática em 1938 na Universidade de Chicago, orientado por Mayme Logsdon, com a tese A Cremona transformation generated by a pencil of surfaces. Lecionou de 1921 a 1924 no Ogden College, depois na Texas A&M University e a partir de 1928 no Dickinson College, onde foi em 1935 professor associado e em 1943 professor. Em 1943/1944 foi lá instrutor para a Força Aérea em função dos esforços de guerra. Aposentou-se em 1958.

## Obras
Na maior parte são dadas apenas as datas das primeiras edições, mas os livros são publicados até a atualidade.
- Basic Mathematics for Aviation 1943
- Schaum's Outline: Theory and Problems of Plane and Spherical Trigonometry
- Schaum's Outline: Theory and Problems of Projective Geometry
- Schaum's Outline: Theory and Problems of Trigonometry, 1954, Arquivo
- Schaum's outline of theory and problems of differential equations, 1952
- Schaum´s Outline: Theory and problems of mathematics of finance, 1963
- Schaum's outline of theory and problems of differential and integral calculus, 2.ª Edição 1964
- Schaum's outline of theory and problems of modern algebra 1965, Arquivo
- Schaum's Outline: Theory and problems of matrices, 1974
- Schaum's Outline: Theory and problems of differential equations in SI metric units, 1972